# تحصیل حافظ‌آباد
تحصیل حافظ‌آباد (به انگلیسی: Hafizabad Tehsil) یک تحصیل در پاکستان است که در پنجاب واقع شده‌است.